# كأس الكونفيدرالية الإفريقية 2004
كأس الكونفدرالية الأولى بعد دمج كأس الاتحاد الأفريقي وكأس الكؤوس الأفريقية وفاز بها النادي الغاني هارتس أوف أوك.

## النهائي
الذهاب:
هارتس أوف أوك 1-1 أشانتي كوتوكو
الإياب:
كوتوكو 1-1 هارتس
8-7